# Erik Sjöqvist (friidrottare)

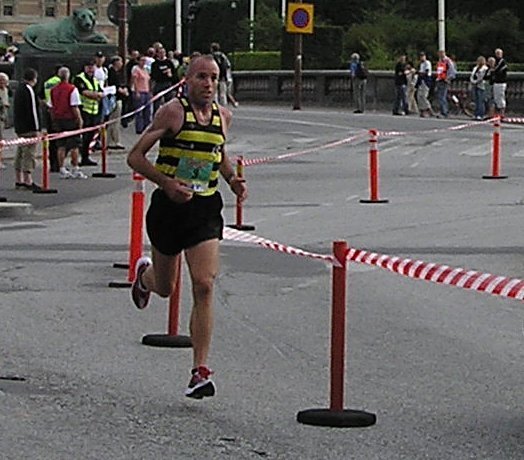
Erik Sjökvist på väg mot seger i S:t Eriksloppet 2006.

Erik Sjöqvist, född 4 december 1972 i Gnesta, är en svensk lång- och medeldistanslöpare. Tävlande för Enhörna IF har han tagit 19 SM-guld på distanserna 5 000 m och 10 000 m. Han var fotbollsspelare i sörmlandsklubben Gåsinge-Dillnäs IF i division VII när han blev upptäckt 1998 i Midnattsloppet i Stockholm, där han kom i mål på 18:e plats på tiden 31:38, ett lopp han senare vann 2004.
Sjöqvist utsågs 2004 till Stor grabb/stor tjej nummer 482 i friidrott.

## Karriär
Sjöqvist sprang 5 000 meter vid EM 2002 i München, och kom där på en femtondeplats med tiden 13:57,96.
Vid VM i friidrott 2003 i Paris 2003 deltog han på 5 000 meter men blev utslagen i försöken. Han sprang i mål som nia i sitt heat på tiden 13:55,89; det krävdes 13:42,42 för att gå vidare till final.
Sjöqvist deltog vid EM inomhus 2005 i Madrid där han blev utslagen i försöken på 5 000 meter. Vid EM inomhus 2007 i Birmingham var Sjöqvist i final på 3 000 meter och slutade då på en åttondeplats. Han var även med på 5 000 meter vid VM i Osaka 2007. Han kom in på en 14:e plats i sitt heat med tiden 14:05,69. För finalplats hade det krävts tiden 13:46,23.

## Personliga rekord
| Utomhus - 1 500 meter – 3:45,71 (Norrtälje 1 augusti 2002) - 3 000 meter – 7:49,36 (Helsingfors, Finland 18 augusti 2003) - 5 000 meter – 13:23,24 (Kassel, Tyskland 13 juni 2003) - 10 000 meter – 28:32,45 (Aten, Grekland 12 april 2003) - 5 km landsväg – 14:15 (Leiden, Nederländerna 17 maj 2009) - 10 km landsväg – 29:39 (Stockholm 11 augusti 2001) - 10 km landsväg – 30:13 (Stockholm 16 augusti 2008) - 15 km landsväg – 47:47 (Melbourne, Australien 29 november 2009) - Halvmaraton – 1:05:10 (Stockholm 16 september 2001) - Halvmaraton – 1:05:18 (Karlstad 13 september 2003) | Inomhus - 1 500 meter – 3:56,47 (Sätra 8 februari 2009) - 3 000 meter – 7:49,27 (Stockholm 20 februari 2007) - 2 engelska mil – 8:36,74 (Birmingham, Storbritannien 16 februari 2008) |

### Fotnoter
1. 1 2 3 4 5  Wiger 2006, s. 57.
2. ↑  ”Stora SM 2008, dag 3”. trackandfield.se. Arkiverad från originalet den 24 augusti 2010. https://web.archive.org/web/20100824041425/http://www.trackandfield.se/Resultat/2008/080803.htm. Läst 20 maj 2013.
3. 1 2 3  Wiger 2006, s. 61.
4. ↑  ”Stora SM 2007”. trackandfield.se. Arkiverad från originalet den 4 maj 2013. https://archive.is/20130504152109/http://www.proteamonline.se/storage/customers/978/editor/resultat%20sm%20i%20friidrott%202007.html. Läst 19 april 2013.
5. ↑  ”Stora SM 2008, dag 1”. trackandfield.se. Arkiverad från originalet den 24 augusti 2010. https://web.archive.org/web/20100824041359/http://www.trackandfield.se/Resultat/2008/080801.htm. Läst 20 maj 2013.
6. 1 2 3 4  Wiger 2006, s. 70.
7. ↑  ”SM halvmarathon 2006”. marathon.se. Arkiverad från originalet den 17 juni 2016. https://web.archive.org/web/20160617034008/http://registration.marathon.se/ResultList.aspx?LanguageCode=sv&RaceId=20. Läst 1 juni 2016.
8. 1 2  Wiger 2006, s. 77.
9. ↑  ”Terräng-SM 2007, dag 1”. Arkiverad från originalet den 16 april 2010. https://web.archive.org/web/20100416011423/http://www.ifkhalmstad.se/files/arrangemang/TerrangSM/Res_070428.htm. Läst 28 mars 2015.
10. 1 2  ”Terräng-SM 2008”. Arkiverad från originalet den 19 augusti 2010. https://web.archive.org/web/20100819112631/http://www.ifkvaxjo.se/Tavling2008/TerrangSM_08_res.pdf. Läst 25 mars 2015.
11. 1 2 3 4 5  Wiger 2006, s. 88.
12. 1 2  ”Terräng-SM 2007, dag 2”. Arkiverad från originalet den 16 april 2010. https://web.archive.org/web/20100416011423/http://www.ifkhalmstad.se/files/arrangemang/TerrangSM/Res_070429.htm. Läst 28 mars 2015.
13. 1 2  Wiger 2006, s. 81.
14. 1 2 3 4 5  Wiger 2006, s. 91.
15. ↑  ”Terräng-SM 2010” (excel). idrottonline.se. Arkiverad från originalet den 8 december 2015. https://web.archive.org/web/20151208063414/http://www1.idrottonline.se/ImageVaultFiles/id_276861/cf_87178/Resultatlista_slutlig.XLS. Läst 10 november 2015.
16. ↑  ”Stora inne-SM 2003, resultat” (html). friidrott.stockholm.se. Arkiverad från originalet den 4 mars 2016. https://web.archive.org/web/20160304232249/http://www.friidrott.stockholm.se/ism/resultat/p_resultat.html. Läst 14 april 2015.
17. ↑  ”Stora inne-SM 2004, resultat” (htm). idrottonline.se. Arkiverad från originalet den 23 november 2015. https://web.archive.org/web/20151123030953/http://iof2.idrottonline.se/ImageVaultFiles/id_16756/cf_78/040222ism.HTM. Läst 21 april 2015.
18. ↑  ”Stora inne-SM 2005, resultat” (pdf). mai.se. Arkiverad från originalet den 23 november 2015. https://web.archive.org/web/20151123081015/http://www.mai.se/resultat/resultatlista-ism.2005.pdf. Läst 12 april 2015.
19. ↑  ”Stora inne-SM 2007, resultat” (htm). idrottonline.se. Arkiverad från originalet den 11 april 2015. https://web.archive.org/web/20150411214031/http://iof2.idrottonline.se/ImageVaultFiles/id_16670/cf_78/070225ism.HTM. Läst 12 april 2015.
20. ↑  ”Stora inne-SM 2008, resultat” (pdf). mai.se. Arkiverad från originalet den 14 april 2015. https://web.archive.org/web/20150414002300/http://www.mai.se/resultat/resultat_inne-sm_2008.pdf. Läst 11 april 2015.
21. 1 2 3 4 5 6 7 8 9 10 11  ”Personsida på AllAthletics” (på engelska). all-athletics.com. Arkiverad från originalet den 11 augusti 2016. https://web.archive.org/web/20160811003200/http://www.all-athletics.com/en-us/athlete/74470. Läst 16 juni 2016.
22. ↑  ”Stora grabbars märke”. friidrott.se. Arkiverad från originalet den 31 mars 2016. https://web.archive.org/web/20160331202525/http://www.friidrott.se/historik/storagrabbar.aspx. Läst 25 januari 2017.
23. ↑  ”Stora Grabbar personpresentation”. storagrabbar.se. Arkiverad från originalet den 4 mars 2016. https://web.archive.org/web/20160304092823/http://www.storagrabbar.se/grabbar_10.html. Läst 25 januari 2017.
24. ↑  ”European Athletics Championships - München 2002” (på engelska). european-athletics.org. Arkiverad från originalet den 10 mars 2016. https://web.archive.org/web/20160310084030/http://www.european-athletics.org/competitions/european-athletics-championships/history/year=2002/results/index.html. Läst 17 augusti 2017.
25. ↑  ”200 Metres Men - 9th IAAF World Championships In Athletics Paris Saint-Denis (Stade de France), France 23 Aug 2003 - 31 Aug 2003” (på engelska). iaaf.org. Arkiverad från originalet den 1 februari 2017. https://web.archive.org/web/20170201233838/https://www.iaaf.org/competitions/iaaf-world-championships/9th-iaaf-world-championships-in-athletics-2962/results/men/200-metres/semi-final/result. Läst 18 januari 2017.
26. ↑  ”European Athletics Indoor Championships - Madrid 2005” (på engelska). european-athletics.org. Arkiverad från originalet den 27 augusti 2017. https://web.archive.org/web/20170827215326/http://www.european-athletics.org/competitions/european-athletics-indoor-championships/history/year=2005/results/index.html. Läst 28 augusti 2017.
27. ↑  ”European Athletics Indoor Championships - Birmingham 2007” (på engelska). european-athletics.org. Arkiverad från originalet den 13 augusti 2020. https://web.archive.org/web/20200813120833/http://www.european-athletics.org/competitions/european-athletics-indoor-championships/history/year=2007/results/index.html. Läst 27 augusti 2017.
28. ↑  ”5000 Metres Men - 11th IAAF World Championships In Athletics Osaka (Nagai Stadium), Japan 25 Aug 2007 - 2 Sep 2007” (på engelska). iaaf.org. Arkiverad från originalet den 16 januari 2017. https://web.archive.org/web/20170116203440/https://www.iaaf.org/competitions/iaaf-world-championships/11th-iaaf-world-championships-in-athletics-3653/results/men/5000-metres/heats/result. Läst 13 januari 2017.
29. 1 2 3 4 5 6 7 8  ”Personsida på European Athletics' webbplats” (på engelska). european-athletics.org. Arkiverad från originalet den 21 augusti 2016. https://web.archive.org/web/20160821205537/http://www.european-athletics.org/athletes/group=s/athlete=91321-sjoqvist-erik/index.html. Läst 16 juni 2016.
30. 1 2 3 4 5 6  ”Personsida på IAAF:s webbplats” (på engelska). iaaf.org. Arkiverad från originalet den 24 juni 2016. https://web.archive.org/web/20160624225826/http://www.iaaf.org/athletes/sweden/erik-sjoqvist-186770. Läst 16 juni 2016.
31. 1 2 3 4 5 6 7 8  ”Personsida på ARRS” (på engelska). arrs.net. Arkiverad från originalet den 31 juli 2016. https://web.archive.org/web/20160731111512/http://more.arrs.net/runner/11101. Läst 20 juni 2016.